# Völlegefühl
Als Völlegefühl bezeichnet man Blähungen, die durch verschluckte Luft, übermäßige Gasbildung im Darmbereich oder durch mangelhafte Gasabfuhr zu erklären sind. Dabei kann sich, bei einer Pneumatosis intestinalis, der Bauch stark nach vorne wölben und die Bauchdecke gespannt sein.
Das Völlegefühl äußert sich allgemein als unzuträglich empfundenes Gefühl des, namensgebenden, „Vollseins“. In schlimmen Fällen kann es auch zu Krämpfen und kolikartigen Schmerzen kommen. Völlegefühle treten unter anderem im Rahmen verschiedener Erkrankungen des Magen-Darm-Traktes auf (z. B. Gastritis, Reizdarmsyndrom, exokrine Pankreasinsuffizienz).